# Карнелиан
Карнелианът (корнелиан) е оцветена форма на кварца. Поради тази причина стойността му е ниска, но когато се изреже и се оформи, става една от най-ценните и скъпи изработки в света. Карнелианът се използва още от зората на цивилизацията, като са се правели различни орнаменти, скулптури и скъпоценни камъни. Този скъпоценен камък има уникално оцветяване и добре се поддава на полиране. Той се реже и шлифова от времето на древните египтяни.

## Рязане и полиране
Карнелианът може да бъде рязан и полиран по много различни начини. Най-често срещаната му форма е в кабошони и бисерки, както и под формата на брошки с изпъкнал дизайн, още наричани – камеи. Също така може да бъде изработен под формата на фасет, но ъглите на рязане около короната трябва да са 40 – 50°, а около повърхността на павилиона на скъпоценния камък – 43°, но тази форма на изработка се среща рядко, защото карнелианът не е отразяващ камък, а полупрозрачен и няма оптическа полза да бъде изработван под тази форма.

## Свойства на карнелиана
Карнелианът може да бъде лесно рязан и полиран, защото е твърд и плътно запълнен. Устойчив е на топлина и натиск. Също така не се чупи лесно по най-слабите си структурни равнини, докато се обработва, т.е. няма цепителност.
Тези камъни, които са слабо оцветени, външно могат да се подобрят като се потопят в изкуствени оранжеви вещества за дълго време, но такова „подобряване“ рядко може да бъде убедително за хората с опит.